# HWV
A Händel-Werke-Verzeichnis (abrev. HWV) é o Catálogo de obras de Händel.
Este catálogo temático em alemão foi publicado entre 1978 e 1986 por Bernd Baselt e é habitualmente usado como um sistema de numeração para as obras de Georg Friedrich Händel.